# 愛知県道381号豊津石巻萩平線
愛知県道381号豊津石巻萩平線（あいちけんどう381ごう とよついしまきはぎひらせん）は、愛知県豊川市から豊橋市に至る一般県道である。

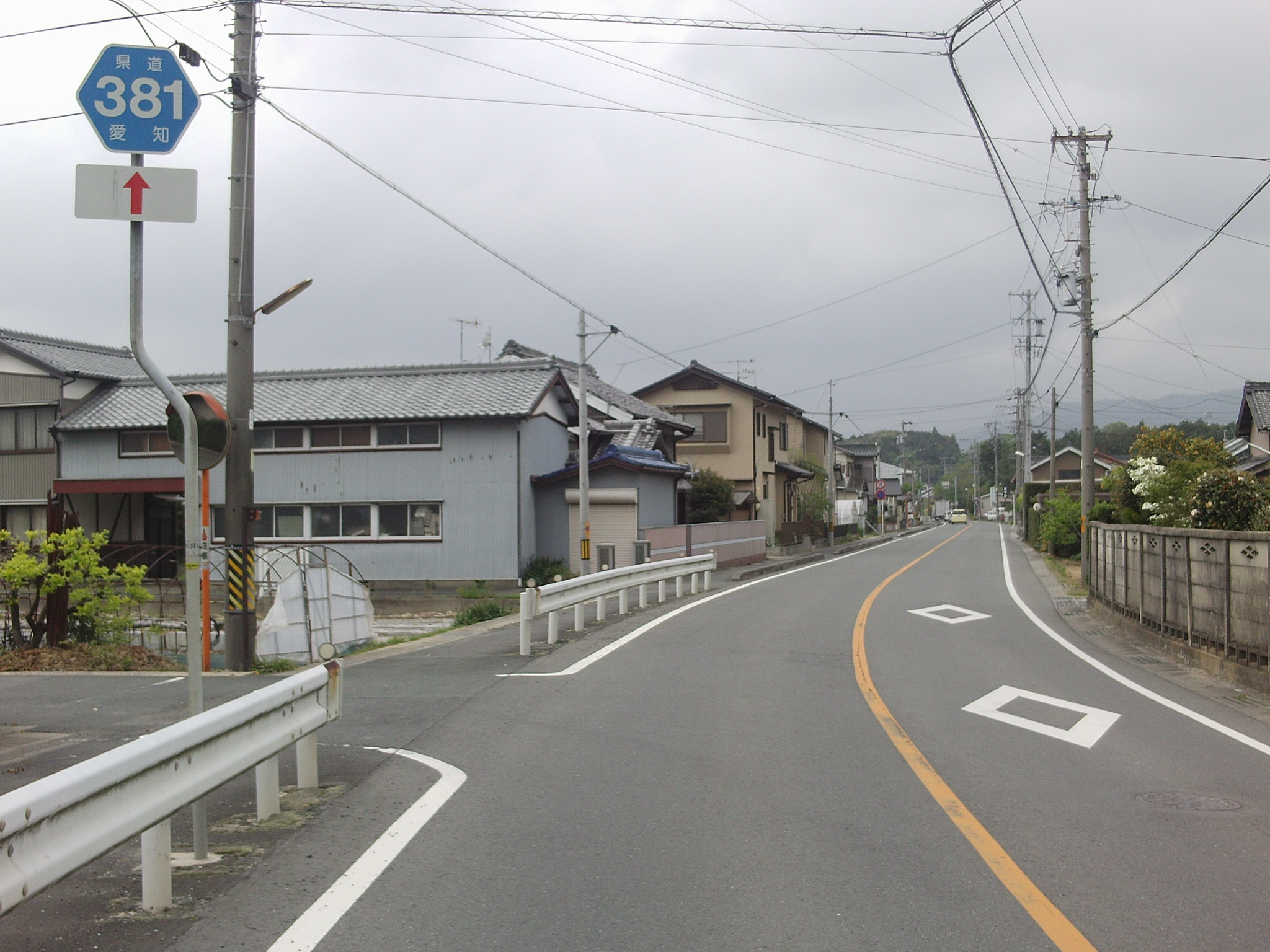
豊津町。豊川の右岸にあり、金沢橋の西側。

## 概要
豊川に架かる金沢橋で豊川市一宮地区と豊橋市の北端部を結ぶ路線である。沿線は起点側を除いて田畑が多い。終点近くでは東名高速道路の側道のように沿って走る。

### 路線データ
- 起点：愛知県豊川市豊津町（愛知県道380号豊橋一宮線交点：観音橋交差点）
- 終点：愛知県豊橋市石巻萩平町（愛知県道81号豊橋下吉田線交点）
- 延長：約5.4km

## 沿革
- 1995年4月1日：それまでの一般県道381号富岡一宮線を区間変更し一般県道一宮石巻萩平線として認定。（宝飯郡一宮町・豊橋市石巻萩平町間）
- 2007年4月1日：一般県道豊津石巻萩平線に改称。同時に起点を豊川市一宮町から同市豊津町へ変更。

## 通過する自治体
- 愛知県
  - 豊川市
  - 豊橋市

## 接続する道路
- 愛知県道380号豊橋一宮線（観音橋交差点）
- 愛知県道69号豊橋乗本線（しょうぶ街道）（金沢交差点）
- 愛知県道81号豊橋下吉田線（柿の木街道）（豊橋市石巻萩平町釜石）

## 沿線
- 豊川市立一宮南部小学校
- 三河金沢郵便局
- 石巻西川工業団地
- 吉祥山
- 中部電力パワーグリッド 三河変電所
- 東名ハイウェイバス 東名豊橋北停留所